# Scottish League Two 2013/14
Die Scottish League Two wurde 2013/14 zum ersten Mal als vierthöchste Fußball-Spielklasse der Herren in Schottland ausgetragen. Die im Jahr 2013 gegründete Liga löste die Third Division ab und ist nach der Premiership, Championship und League One eine der vier Ligen in der 2013 gegründeten Scottish Professional Football League. Gefolgt wird die League Two von den lokalen Ligen in Schottland, darunter die Highland Football League. Die erste Saison wurde von der Scottish Professional Football League geleitet und begann am 10. August 2013. Die Spielzeit endete mit dem 36. Spieltag am 3. Mai 2014.
In der Saison 2013/14 traten zehn Klubs in insgesamt 36 Spieltagen gegeneinander an. Jedes Team spielte jeweils zweimal zu Hause und auswärts gegen jedes andere Team. Als Absteiger aus der letztjährigen Second Division kamen die Albion Rovers in die League Two. Da das schottische Profiligasystem in der League Two endet, gibt es keinen Absteiger.

## Vereine

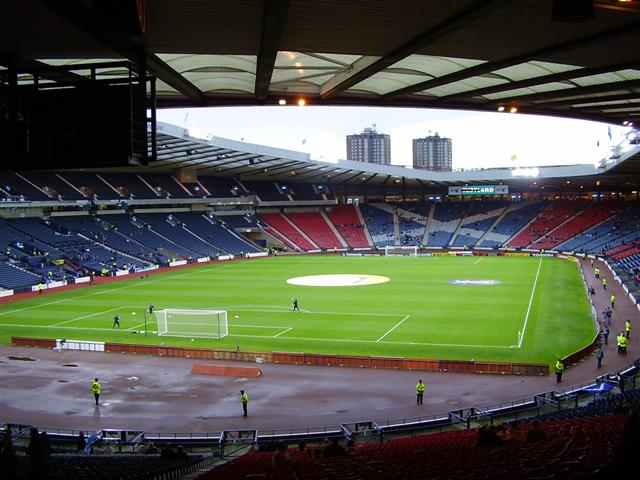
Seit 1903 Heimspielstätte des FC Queen’s Park, der Hampden Park

| Verein                | Stadt              | Stadion             | Kapazität |
| --------------------- | ------------------ | ------------------- | --------- |
| Albion Rovers         | Coatbridge         | Cliftonhill Stadium | 01.238    |
| Annan Athletic        | Annan              | Galabank            | 02.514    |
| Berwick Rangers       | Berwick-upon-Tweed | Shielfield Park     | 04.131    |
| Elgin City            | Elgin              | Borough Briggs      | 04.520    |
| FC Clyde              | Cumbernauld        | Broadwood Stadium   | 08.029    |
| FC East Stirlingshire | Falkirk            | Ochilview Park      | 03.746    |
| FC Montrose           | Montrose           | Links Park          | 03.292    |
| FC Peterhead          | Peterhead          | Balmoor Stadium     | 03.150    |
| FC Queen’s Park       | Glasgow            | Hampden Park        | 52.500    |
| Stirling Albion       | Stirling           | Forthbank Stadium   | 03.808    |

## Statistiken

### Abschlusstabelle
| Pl. | Verein                | Sp. | S  | U  | N  | Tore    | Diff. | Punkte |
| --- | --------------------- | --- | -- | -- | -- | ------- | ----- | ------ |
| 1.  | FC Peterhead (↑)      | 36  | 23 | 7  | 6  | 074:380 | +36   | 76     |
| 2.  | Annan Athletic (R↑)   | 36  | 19 | 6  | 11 | 066:490 | +17   | 63     |
| 3.  | Stirling Albion (R↑)  | 36  | 16 | 10 | 10 | 060:500 | +10   | 58     |
| 4.  | FC Clyde (R↑)         | 36  | 17 | 6  | 13 | 050:480 | +2    | 57     |
| 5.  | Berwick Rangers       | 36  | 15 | 7  | 14 | 063:490 | +14   | 52     |
| 6.  | FC Montrose           | 36  | 12 | 10 | 14 | 044:560 | −12   | 46     |
| 7.  | Albion Rovers (A)     | 36  | 12 | 8  | 16 | 041:540 | −13   | 44     |
| 8.  | FC East Stirlingshire | 36  | 12 | 8  | 16 | 045:590 | −14   | 44     |
| 9.  | Elgin City            | 36  | 9  | 9  | 18 | 062:730 | −11   | 36     |
| 10. | FC Queen’s Park       | 36  | 5  | 9  | 22 | 036:680 | −32   | 24     |

Platzierungskriterien: 1. Punkte – 2. Tordifferenz – 3. geschossene Tore – 4. Direkter Vergleich (Punkte, Tordifferenz, geschossene Tore)
| Saison 2013/14 |

|-
| (A) || Absteiger aus der Second Division
|}

### Torschützenliste
| Pl. | Name             | Team            | Tore |
| --- | ---------------- | --------------- | ---- |
| 01. | Rory McAllister  | FC Peterhead    | 32   |
| 02. | Lee Currie       | Berwick Rangers | 17   |
| 03. | Jordan White     | Stirling Albion | 16   |
| 04. | Craig Gunn       | Elgin City      | 15   |
| 04. | Darren Lavery    | Berwick Rangers | 15   |
| 06. | Shane Sutherland | Elgin City      | 14   |
| 7.  | Kenneth McKay    | Annan Athletic  | 13   |
| 8.  | Josh Todd        | Annan Athletic  | 12   |

## Relegation
Teilnehmer an den Relegationsspielen waren der FC East Fife aus der diesjährigen League One, sowie die drei Mannschaften aus der League Two, der Annan Athletic, Stirling Albion und der FC Clyde. Die Sieger der ersten Runde spielten in der letzten Runde um einen Platz für die folgende Scottish-League-One-Saison 2014/15.
Erste Runde
Die Spiele wurden am 7. Mai 2014 ausgetragen.
|                 | Gesamt          |                | Hinspiel | Rückspiel |
| --------------- | --------------- | -------------- | -------- | --------- |
| FC Clyde        | 2:2 (6:7 i. E.) | FC East Fife   | 1:0      | 1:2 n. V. |
| Stirling Albion | 8:4             | Annan Athletic | 3:1      | 5:3       |

Zweite Runde
Die Spiele wurden am 14. und 18. Mai 2014 ausgetragen.
|                 | Gesamt |              | Hinspiel | Rückspiel |
| --------------- | ------ | ------------ | -------- | --------- |
| Stirling Albion | 3:2    | FC East Fife | 1:2      | 2:0       |

## Die Aufstiegsmannschaft des FC Peterhead
(Berücksichtigt wurden Spieler mit mindestens einem Einsatz; in Klammern sind die Einsätze und Tore angegeben)
| 1. | FC Peterhead |
|    | - Tor: Graeme Smith (36/0) - Abwehr: Scott Ross (30/2), Ryan Strachan (24/2), Dean Richardson (9/0), Ross Smith (11/0), Craig Tully (5/0) - Mittelfeld: Dean Cowie (28/2), Bryan Gilfillan (32/4), Ryan McCann (26/1), Steven Noble (36/1), Graeme Sharp (34/2), Jordon Brown (35/3), Tony Low (3/0), Conner McGlinchey (15/0), Jamie Redman (35/2) - Angriff: Kevin Buchan (8/0), Rory McAllister (32/32), Andy Rodgers (31/10), David Cox (13/1), Fraser McLaren (31/5) - Trainer: Jim McInally |